# Giro di Sardegna 1974
Il Giro di Sardegna 1974, diciassettesima edizione della corsa, si svolse dal 23 al 27 febbraio 1974 su un percorso di 695,5 km, suddiviso su 5 tappe, con partenza da Arezzo e arrivo a Nuoro. La vittoria fu appannaggio del belga Rik Van Linden, che completò il percorso in 18h01'25", precedendo gli italiani Luciano Borgognoni e Enrico Paolini.
Sul traguardo di Nuoro 59 ciclisti portarono a termine la competizione

## Tappe
| Tappa  | Data        | Percorso                    | km    | Vincitore di tappa | Leader cl. generale |
| ------ | ----------- | --------------------------- | ----- | ------------------ | ------------------- |
| 1ª     | 23 febbraio | Arezzo > Viterbo            | 174   | Enrico Paolini     | Enrico Paolini      |
| 2ª     | 24 febbraio | Sant'Antioco > Sant'Antioco | 74,5  | Patrick Sercu      | Enrico Paolini      |
| 3ª     | 25 febbraio | Cagliari > Bosa             | 185   | Patrick Sercu      | Rik Van Linden      |
| 4ª     | 26 febbraio | Thiesi > Alghero            | 105   | Luciano Borgognoni | Rik Van Linden      |
| 5ª     | 27 febbraio | Porto Torres > Nuoro        | 157   | Patrick Sercu      | Rik Van Linden      |
| Totale | Totale      | Totale                      | 695,5 |                    |                     |

## Dettagli delle tappe

### 1ª tappa
- 23 febbraio: Arezzo > Viterbo – 174 km

Risultati
| Pos. | Corridore        | Squadra   | Tempo    |
| ---- | ---------------- | --------- | -------- |
| 1    | Enrico Paolini   | Scic      | 4h05'03" |
| 2    | Rik Van Linden   | IJsboerke | s.t.     |
| 3    | Willy Planckaert | IJsboerke | s.t.     |

| Pos. | Corridore      | Squadra | Tempo |
| ---- | -------------- | ------- | ----- |
| 1    | Enrico Paolini | Scic    | ?     |

### 2ª tappa
- 24 febbraio: Sant'Antioco > Sant'Antioco – 74,5 km

Risultati
| Pos. | Corridore      | Squadra   | Tempo    |
| ---- | -------------- | --------- | -------- |
| 1    | Patrick Sercu  | Brooklyn  | 1h58'17" |
| 2    | Rik Van Linden | IJsboerke | s.t.     |
| 3    | Eddy Merckx    | Molteni   | s.t.     |

| Pos. | Corridore      | Squadra | Tempo |
| ---- | -------------- | ------- | ----- |
| 1    | Enrico Paolini | Scic    | ?     |

### 3ª tappa
- 25 febbraio: Cagliari > Bosa – 185 km

Risultati
| Pos. | Corridore       | Squadra   | Tempo    |
| ---- | --------------- | --------- | -------- |
| 1    | Patrick Sercu   | Brooklyn  | 4h51'31" |
| 2    | Rik Van Linden  | IJsboerke | s.t.     |
| 3    | Franco Ongarato | Filcas    | s.t.     |

| Pos. | Corridore      | Squadra   | Tempo |
| ---- | -------------- | --------- | ----- |
| 1    | Rik Van Linden | IJsboerke | ?     |

### 4ª tappa
- 26 febbraio: Thiesi > Alghero – 105 km

Risultati
| Pos. | Corridore          | Squadra     | Tempo    |
| ---- | ------------------ | ----------- | -------- |
| 1    | Luciano Borgognoni | Dreherforte | 2h19'48" |
| 2    | Rik Van Linden     | IJsboerke   | a 17"    |
| 3    | Knut Knudsen       | Jollj C.    | s.t.     |

| Pos. | Corridore      | Squadra   | Tempo |
| ---- | -------------- | --------- | ----- |
| 1    | Rik Van Linden | IJsboerke | ?     |

### 5ª tappa
- 27 febbraio: Porto Torres > Nuoro – 157 km

Risultati
| Pos. | Corridore        | Squadra   | Tempo    |
| ---- | ---------------- | --------- | -------- |
| 1    | Patrick Sercu    | Brooklyn  | 4h37'07" |
| 2    | Eddy Merckx      | Molteni   | s.t.     |
| 3    | Willy Planckaert | IJsboerke | s.t.     |

| Pos. | Corridore          | Squadra     | Tempo     |
| ---- | ------------------ | ----------- | --------- |
| 1    | Rik Van Linden     | IJsboerke   | 18h01'25" |
| 2    | Luciano Borgognoni | Dreherforte | a 3"      |
| 3    | Enrico Paolini     | Scic        | a 20"     |

## Classifiche finali

### Classifica generale
| Pos. | Corridore          | Squadra          | Tempo     |
| ---- | ------------------ | ---------------- | --------- |
| 1    | Rik Van Linden     | IJsboerke-Colner | 18h01'25" |
| 2    | Luciano Borgognoni | Dreherforte      | a 3"      |
| 3    | Enrico Paolini     | Scic             | a 20"     |
| 4    | Eddy Merckx        | Molteni          | a 23"     |
| 5    | Patrick Sercu      | Brooklyn         | a 26"     |
| 6    | Willy Planckaert   | IJsboerke-Colner | a 28"     |
| 7    | Knut Knudsen       | Jollj Ceramica   | a 35"     |
| 8    | Michele Dancelli   | Dreherforte      | a 40"     |
| 9    | Marcello Osler     | Sammontana       | s.t.      |
| 10   | Frans Mintjens     | Molteni          | s.t.      |